# Walter Schneider (Rennfahrer)
Walter Schneider (* 15. Januar 1927 in Weidenau; † 27. März 2010 in Siegen) war ein deutscher Motorrad- und Automobilrennfahrer.
In den Jahren 1958 und 1959 gewann er auf BMW zusammen mit Beifahrer Hans Strauß den Titel in der Gespann-Klasse der Motorrad-Weltmeisterschaft.

## Karriere
Walter Schneider begann seine Rennsportkarriere 1949 als Beifahrer im Gespann des Berliners Kurt Bäch. Ab 1950 startete er auf einem selbst zusammengebauten BMW-R-66-Gespann mit Beifahrer Hans Wahl und errang als Ausweisfahrer Siege in Dieburg, Lorsch und Recklinghausen. Ab dem folgenden Jahr ging der gelernte Autoschlosser als Lizenzfahrer an den Start. Nach zwei wenig erfolgreichen Jahren trat Schneider 1953 mit einem Norton-Gespann und Copilot Walter Nüssen an und etablierte sich mit Rang vier in der deutschen Meisterschaft als einer der besten Privatfahrer Deutschlands.
Im Jahr 1954 wechselte Walter Schneider auf ein BMW-RS-54-Gespann, in dem der Nürnberger Hans Strauß, Jahrgang 1924, den Platz des „Schmiermaxe“ einnahm. In der Seitenwagen-Klasse der Motorrad-Weltmeisterschaft errangen die beiden, mit dem zweiten Platz beim Großen Preis von Deutschland auf der Stuttgarter Solitude als bestem Saisonresultat, Rang vier. In der Saison 1955 feierten Schneider/Strauß, immer noch als Privatfahrer startend, bei der Tourist Trophy auf der Isle of Man, dem „schwersten Motorradrennen der Welt“, ihren ersten Grand-Prix-Sieg und trugen sich damit in die Liste der Isle-of-Man-TT-Sieger ein. In der Gesamtwertung belegten sie hinter den Markenkollegen Willi Faust/Karl Remmert und Wilhelm Noll/Fritz Cron den dritten Gesamtrang.
1956 wurde der Weidenauer BMW-Werksfahrer. In der Weltmeisterschaft errangen Schneider/Strauß, geplagt von häufigen Motorproblemen, mit drei Zählern lediglich den zehnten Rang. Bei der Tourist Trophy schieden sie in Führung liegend ebenfalls mit Motorschaden aus. In der folgenden Saison lief es wieder besser. In Deutschland und bei der TT wurden sie Zweite. Beim Großen Preis von Belgien in Spa-Francorchamps gelang der zweite Grand-Prix-Sieg, was in der Gesamtwertung hinter Fritz Hillebrand/Manfred Grunwald den zweiten Platz einbrachte.
Die Saison 1958 war die erfolgreichste in Schneiders Karriere. Zusammen mit Hans Strauß gewann er drei der vier WM-Läufe und wurde mit der maximal zu erreichenden Punktzahl von 24 Zählern vor dem schweizerisch-deutschen Duo Florian Camathias/Hilmar Cecco souverän Seitenwagen-Weltmeister. Obendrein sicherten sich die beiden mit Siegen in St. Wendel auf dem Hockenheim- und dem Nürburgring auch den Titel in der Gespannklasse der deutschen Meisterschaft.
Im Januar 1959 wurde Walter Schneider von dem damaligen Bundespräsidenten Theodor Heuss das Silberne Lorbeerblatt, die höchste Sportauszeichnung Deutschlands, verliehen. In der Motorrad-Weltmeisterschaft 1959 verteidigten Schneider/Strauß ihren WM-Titel mit zwei Siegen und insgesamt vier Podestplätzen bei fünf ausgetragenen Rennen, wiederum vor Camathias/Cecco. Eine Titelverteidigung in der deutschen Meisterschaft blieb Walter Schneider wegen eines Unfalls mit Florian Camathias am Nürburgring, bei dem sich Hans Strauß Rippenbrüche zuzog, versagt. Nach der Saison beendeten Schneider und Strauß ihre aktive Laufbahn.
Kurze Zeit später kehrte der Weidenauer auf vier Rädern ins Motorsportgeschehen zurück. Nach dem Wechsel auf Sportwagen siegte Schneider auf Anhieb bei allen Rennen, für die ihn die BMW-Rennleitung nominierte. Schon ein Jahr später rechtfertigte er die vom Werk in ihn gesetzten Hoffnungen und wurde deutscher Rundstrecken-Meister 1961. Mit dem Rennsportmodell BMW 700 RS wurde Walter Schneider 1961 außerdem Deutscher Bergmeister auf dem Schauinsland-Kurs bei Freiburg, siegte in Davos bei der Schweizer Bergmeisterschaft und konnte die Österreichische Bergmeisterschaft für den BMW-Rennstall herausfahren, als er mit dem Wagen am Gaisbergrennen teilnahm.
Am 14. Juni 1964 verunfallte Schneider in Führung der Tourenwagen-Europameisterschaft liegend mit seinem BMW 1800 TI beim Bergrennen am französischen Mont Ventoux schwer. Schneider fuhr zu schnell in die betonierte Estève-Kurve und schlug mit dem Vorderwagen auf. Dadurch trat wahrscheinlich ein Spurstangendefekt auf, der sich durch die dauernden Stöße derart vergrößerte, dass Schneider seinen BMW 1800 TI plötzlich nicht mehr steuern konnte und in der vierten Kurve nach dem Chalet Renard, einer gefürchteten Hundskurve, von der Straße abkam, wobei sich der Wagen auf der stark abfallenden Geröllhalde mehrmals überschlug. Schneider wurde dabei hinausgeschleudert. Schneider dazu: „Ich hatte einen schweren Unfall und bin mit dem Auto mehrere hundert Meter einen Abhang runtergeflogen. Nach einigen Wochen im Krankenhaus von Carpentras habe ich endgültig mit dem Rennfahren aufgehört.“
Danach widmete sich Schneider seiner 1958 gegründeten Aral-Tankstelle, 1962 folgte die Eröffnung einer Autowerkstatt, die er zu einem Autohandel ausbaute. Sein Unternehmen, das er früh an seine beiden Söhne übergab, betreibt heute in Siegen und Kreuztal mehrere Filialen, ist Vertragshändler für Volkswagen, Audi, Škoda, Kia, Seat sowie Cupra und beschäftigt über 450 Angestellte.
Walter Schneider verstarb am 27. März 2010 im Alter von 83 Jahren.

## Statistik

### Erfolge
- 1957 – Gespann-Vize-Weltmeister auf BMW (mit Beifahrer Hans Strauß)
- 1958 – Gespann-Weltmeister auf BMW (mit Beifahrer Hans Strauß)
- 1958 – Deutscher-Gespann-Meister auf BMW (mit Beifahrer Hans Strauß)
- 1959 – Gespann-Weltmeister auf BMW (mit Beifahrer Hans Strauß)
- 7 Grand-Prix-Siege

### Isle-of-Man-TT-Siege
| Jahr | Klasse             | Beifahrer   | Maschine | Durchschnittsgeschwindigkeit |
| ---- | ------------------ | ----------- | -------- | ---------------------------- |
| 1955 | Sidecar (Gespanne) | Hans Strauß | BMW      | 70,01 mph (112,67 km/h)      |
| 1958 | Sidecar (Gespanne) | Hans Strauß | BMW      | 73,01 mph (117,5 km/h)       |
| 1959 | Sidecar (Gespanne) | Hans Strauß | BMW      | 72,69 mph (116,98 km/h)      |

### Einzelergebnisse in der Sportwagen-Weltmeisterschaft
| Saison | Team                                    | Rennwagen                  | 1   | 2   | 3   | 4   | 5   | 6   | 7   | 8   | 9   | 10  | 11  | 12  | 13  | 14  | 15  | 16  | 17  | 18  | 19  | 20  | 21  | 22  |
| ------ | --------------------------------------- | -------------------------- | --- | --- | --- | --- | --- | --- | --- | --- | --- | --- | --- | --- | --- | --- | --- | --- | --- | --- | --- | --- | --- | --- |
| 1962   | Renngemeinschaft Nürburgring            | BMW 700                    | DAY | SEB | SEB | MAI | TAR | BER | NÜR | LEM | TAV | CCA | RTT | NÜR | BRI | BRI | PAR |     |     |     |     |     |     |     |
| 1962   | Renngemeinschaft Nürburgring            | BMW 700                    |     |     |     |     |     | 8   |     |     |     |     |     | DNF |     |     |     |     |     |     |     |     |     |     |
| 1963   | Walter Schneider Scuderia Sant Ambroeus | Martini Fiat-Abarth 1000   | DAY | SEB | SEB | TAR | SPA | MAI | NÜR | CON | ROS | LEM | MON | WIS | TAV | FRE | CCE | RTT | OVI | NÜR | MON | MON | TDF | BRI |
| 1963   | Walter Schneider Scuderia Sant Ambroeus | Martini Fiat-Abarth 1000   |     |     |     |     |     |     | DNF |     |     |     |     |     |     |     |     |     |     | DNF |     |     |     |     |
| 1964   | Abarth                                  | Abarth-Simca 1300 Bialbero | DAY | SEB | TAR | MON | SPA | CON | NÜR | ROS | LEM | REI | FRE | CCE | RTT | SIM | NÜR | MON | TDF | BRI | BRI | PAR |     |     |
| 1964   | Abarth                                  | Abarth-Simca 1300 Bialbero |     |     |     | 21  |     |     |     |     |     |     |     |     |     |     |     |     |     |     |     |     |     |     |